# Tibagi
Tibagi és una ciutat de l'estat brasiler de Paraná. La seva població total era 20.283 habitants en 2014. La seva àrea total és 3108.746 km².